# Mentir para vivir
Mentir para vivir es una telenovela mexicana producida por Rosy Ocampo para Televisa, basada en una historia escrita por María Zarattini; se grabó en las locaciones de Hermosillo, México.
Está protagonizada por Mayrín Villanueva y David Zepeda, junto con Diego Olivera, Altair Jarabo, Leticia Perdigón, Alejandro Speitzer y Mariluz Bermúdez en los roles antagónicos; y también con las actuaciones de Adriana Roel, Cecilia Gabriela, Nuria Bages, Lourdes Munguía, Ferdinando Valencia y Juan Carlos Barreto

## Sinopsis
Oriana Caligaris (Mayrín Villanueva) y José Luis Falcón (Diego Olivera) son un matrimonio mexicano que desde hace algunos años viven en Colombia y tienen una hija de seis años llamada Alina (Ana Paula Martínez).
José Luis, que trabaja en la aduana colombiana, le confiesa a su esposa que la policía los está buscando a ambos porque él ha hecho operaciones de contrabando y que ha depositado el dinero conseguido en una cuenta bancaria a nombre de ella sin su consentimiento; por lo tanto, Oriana está implicada en sus crímenes sin haber hecho nada para merecerlo. Decepcionada, Oriana escapa a México con su hija para buscar a su vieja amiga, Raquel Ledesma (Altair Jarabo), quien junto a Lucina González (Cecilia Gabriela) es dueña del hotel "El Descanso" en San Carlos (Sonora).
Entre los huéspedes del hotel está don Gabriel Sánchez (Alejandro Tommasi), un viejo amigo de Lucina y socio de una importante fábrica de hilados y tejidos localizada en Hermosillo (Sonora). Don Gabriel está casado en segundas nupcias con Lila Martín (Lourdes Munguía), una mujer muy ambiciosa y veinte años menor que él, cuyo hermano, Berto (Ferdinando Valencia) es un vividor. Asimismo, don Gabriel tiene dos hijos: Ricardo (David Zepeda), un exitoso ingeniero, y Sebastián (Alejandro Speitzer), un adolescente rebelde.
Una tarde, mientras don Gabriel está con Alina, se escucha un disparo y el hombre cae muerto. Todo parece indicar que la niña ha matado accidentalmente al hombre, por lo que Lucina toma el control de la situación y decide proteger a madre e hija enviándolas a Guaymas (Sonora). Poco después, Ricardo llega a San Carlos para recoger el cadáver de su padre e iniciar las investigaciones, y es informado de que la principal sospechosa del crimen es una mujer que se hace acompañar por su pequeña hija.
En esos días, también se hospeda en el hotel Inés Valdivia (Laisha Wilkins), una extraña y solitaria joven que muere sorpresivamente. Para proteger a Oriana, Lucina le entrega los documentos de Inés para que se haga pasar por ella y así salvarse de tanto de la investigación por contrabando como por el homicidio de Don Gabriel. 
La vida de Oriana da otro giro cuando recibe otra mala noticia de Colombia: José Luis ha muerto en una persecución con la policía.
Semanas después, también llega al hotel un detective privado enviado por doña Paloma Aresti (Adriana Roel), una anciana millonaria que está buscando a Inés Valdivia, su única nieta y heredera, a quien ella no conoce ni ha visto nunca. A Lucina se le ocurre otra idea más: le hace creer al detective que Oriana es Inés entregándole un retrato de Oriana y un cepillo con cabellos de la verdadera Inés, con los que el investigador hace una prueba de ADN. 
Oriana (ahora Inés) finalmente es localizada por doña Paloma, quien la lleva a vivir con ella. Allí, Oriana conoce a Ricardo, ahijado y socio de Paloma en la fábrica de hilados y tejidos.
La atracción entre Oriana y Ricardo es inmediata, sin imaginar que entre ellos hay muchos secretos y adversidades que deberán superar. Las circunstancias se complicarán aún más cuando José Luis, que en realidad no está muerto, regrese a México decidido a recuperar a su familia y luchar en un juego de mentiras y verdades donde al final triunfará el amor.

## Elenco
- Mayrín Villanueva - Oriana Caligaris de Falcón / Inés Valdivia
- David Zepeda - Ricardo Sánchez Bretón
- Diego Olivera - José Luis Falcón / Francisco Castro
- Altair Jarabo - Raquel Ledesma
- Cecilia Gabriela - Lucina González
- Adriana Roel - Paloma Aresti
- Leticia Perdigón - Matilde Aresti
- Nuria Bages - Fidelia Bretón
- Lourdes Munguía - Lila Martín de Sánchez
- Ferdinando Valencia - Berto Martín
- Alberto Agnesi - Antonio Araujo
- Alejandro Speitzer - Sebastián Sánchez Bretón
- Felipe Nájera - Padre Mariano Curiel
- Mariana Garza - María Jiménez
- Juan Carlos Barreto - Rubén Camargo
- Geraldine Galván - Fabiola Camargo Aresti
- Lucas Velázquez - César Camargo Aresti
- Fabián Robles -  Piero Verástegui
- Mariluz Bermúdez - Marilú Tapia Serrano
- Joana Brito - Nadia
- Manuel Guízar - Benigno Jiménez
- Luis Fernando Peña - Eliseo
- Patricio Castillo - Homero de la Garza
- Osvaldo de León - Leonardo Olvera de la Garza
- Ana Paula Martínez - Alina Falcón Caligaris / Catalina Valdivia
- Juan Romanca - Celio
- Manuel Raviela - Felipe
- Germán Gutiérrez - Ezequiel Santos
- José Montini - Teniente Carmelo
- María Prado - Elvira
- Erick Guecha - Jorge
- Héctor Sáez - Dr. Veronese
- Joaquín Cosío - Joaquín Barragán
- Luis Gatica - Samuel Barragán
- Ignacio Guadalupe - Manolo
- Claudia Ortega - Berenice
- Rafael del Villar - Lic. Julio Manrique
- Ignacio Casano - Mike Rodríguez
- Dulce María - Joaquina "Jackie" Barragán Toscano[1]
- Beatriz Moreno - Rosa Toscano
- Claudio Roca - Bonifacio
- Leandro Castello - John
- Pablo Valentín - Comandante Alejandro Lazcano
- Teo Tapia - Patrick Ontiveros
- Uriel del Toro - Pedro
- Leonardo Ceppi - Federico
- Libia Regalado - Chelito
- Alejandro Tommasi - Gabriel Sánchez
- Laisha Wilkins - Inés Valdivia
- Lorena Velázquez - Sra. Carmona
- Aurora Clavel - Eduviges
- Benjamín Islas - Ceferino
- Toño Infante - Armando
- Wiebaldo López - Obispo
- Francisco Avendaño - Veterinario
- Fernanda Ruizos - Trabajadora Social
- Veticeyva Vielma - Lupe
- Rosita Bouchot - Perla
- Ricardo Vera - Porfirio
- Erik Díaz - Ricardo Sánchez Bretón (joven)
- Kika Edgar - Celeste Flores
- Juan Sahagún - Enrique Escalona
- Raymundo Capetillo - Juez Edmundo Valencia
- Renée Varsi - Dra. Marilyn Lomelí
- Queta Lavat - Mercedes

## DVD
El Grupo Televisa lanza a la venta en formato DVD sus novelas.

## Locaciones

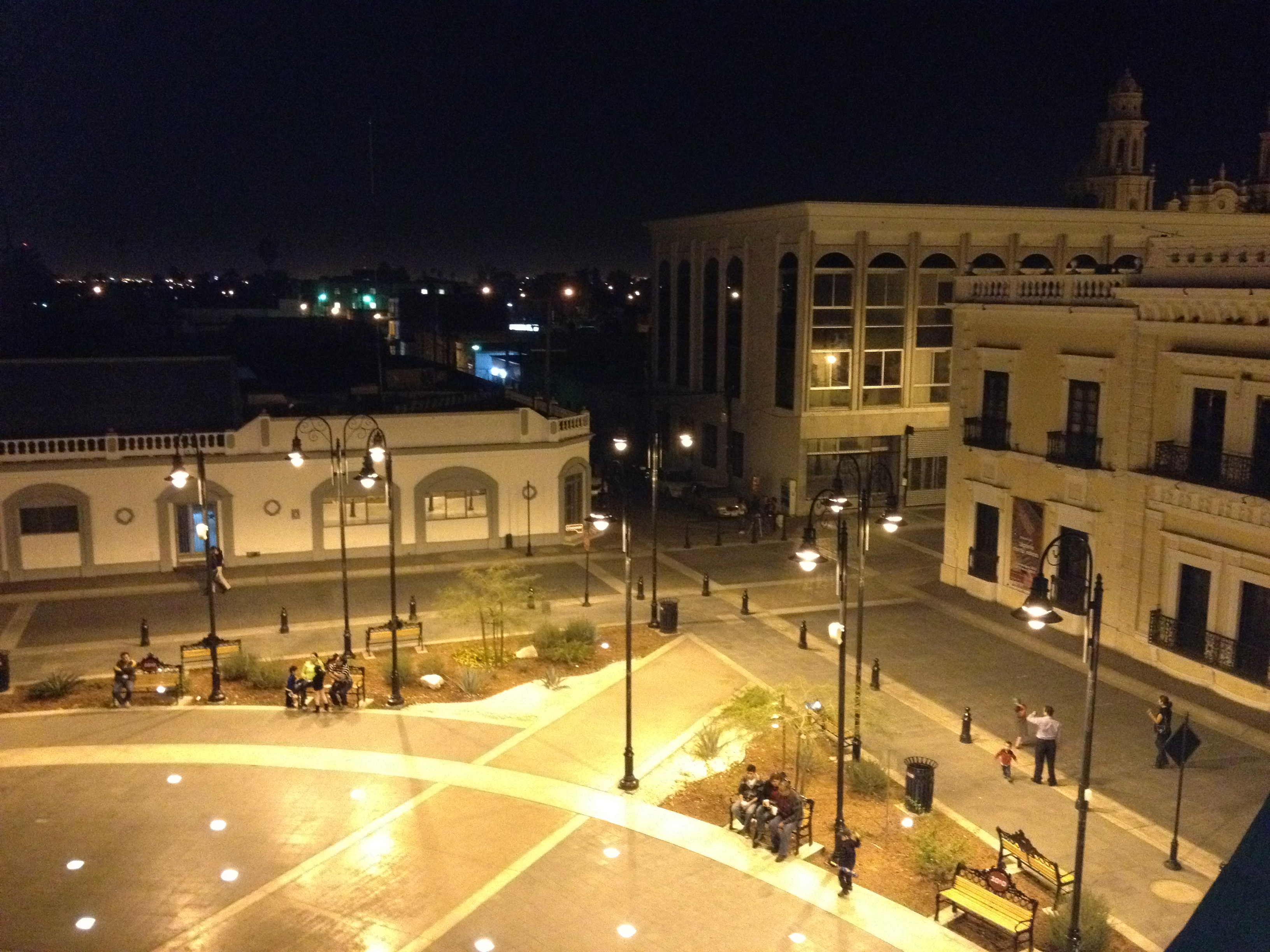
Hermosillo.Vista de Plaza Bicentenario en el centro histórico de Hermosillo.
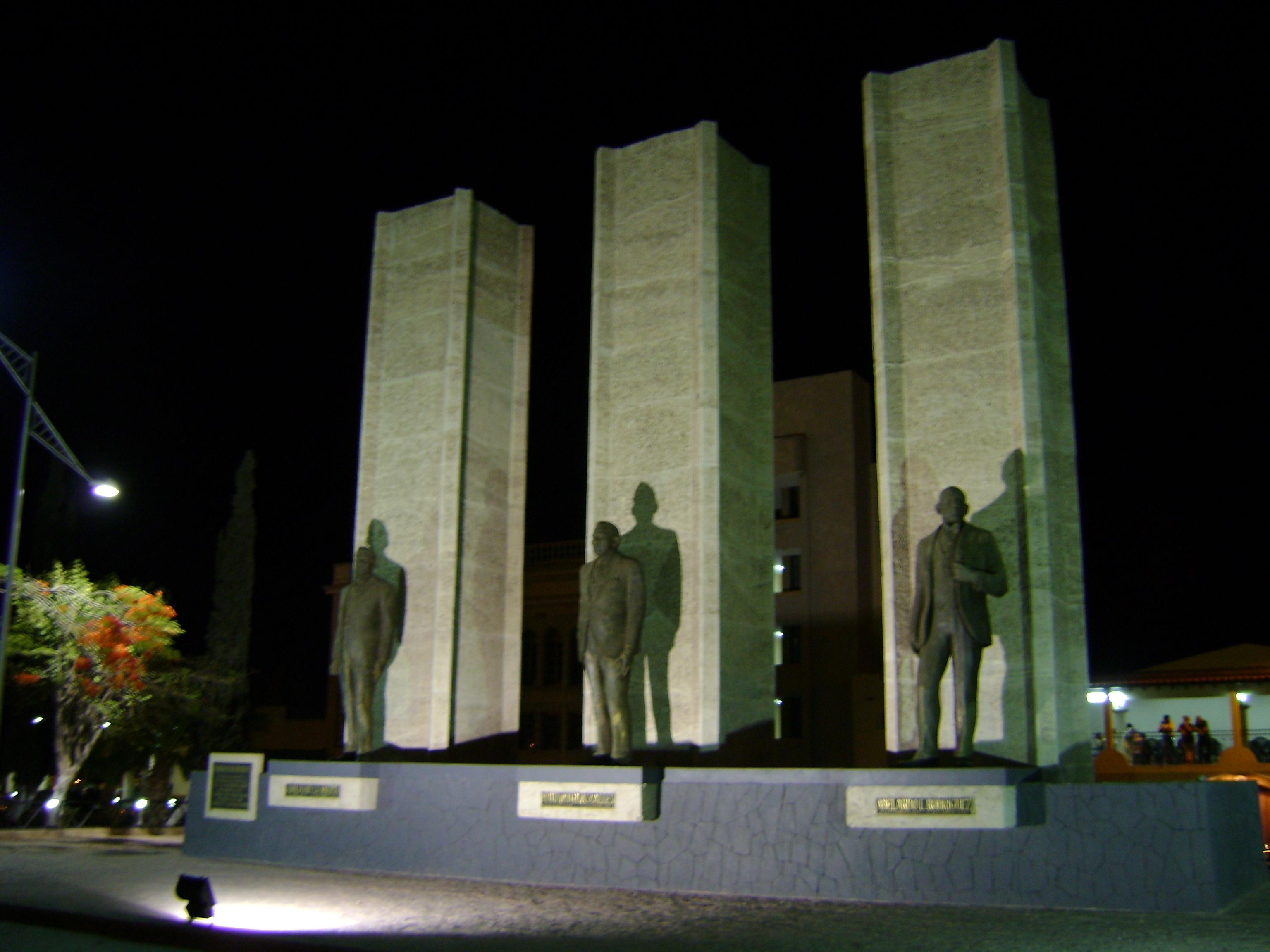
Guaymas.Monumento a los tres presidentes en Guaymas.
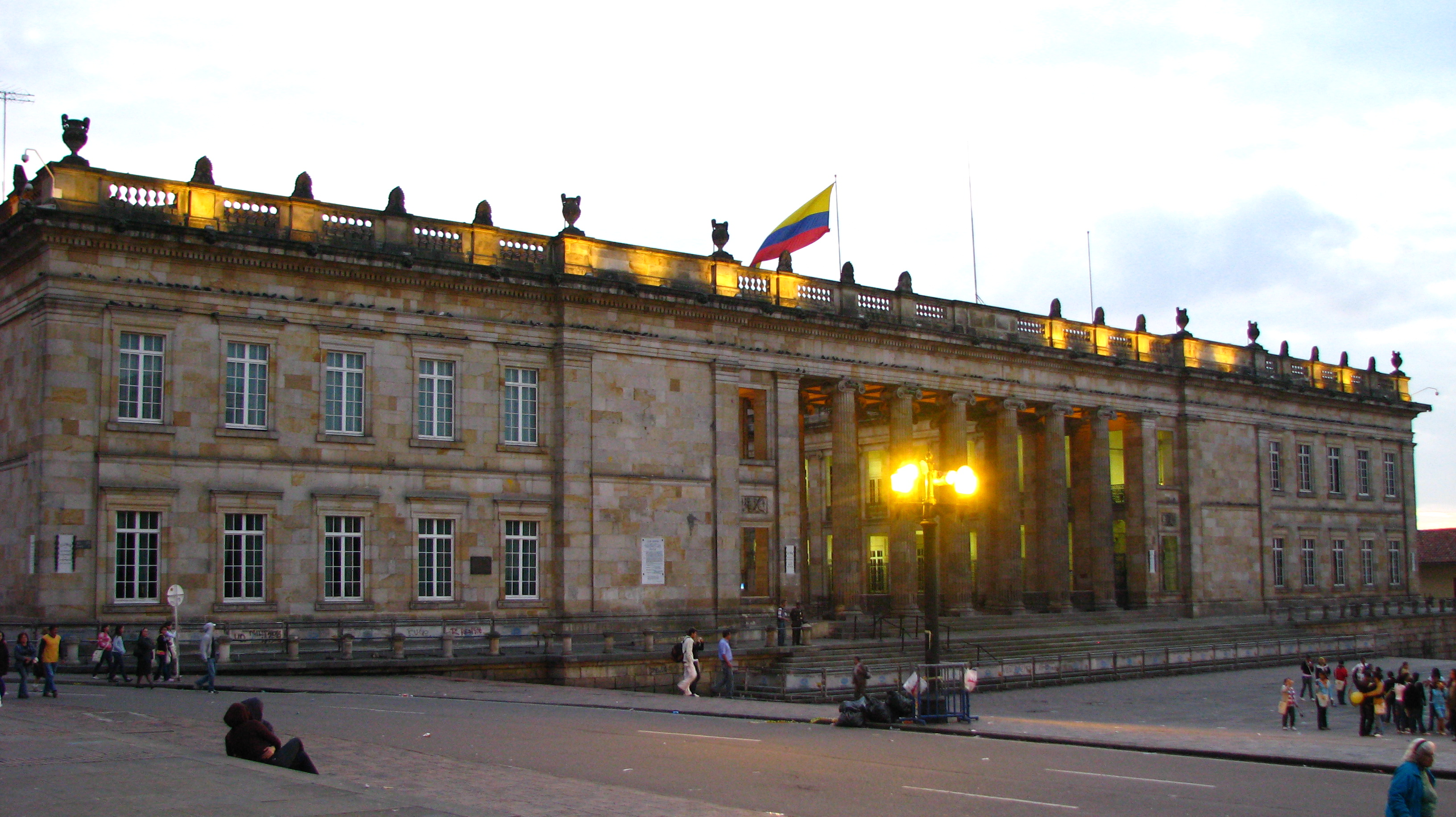
Colombia.El Capitolio Nacional de Colombia, sede del Congreso de la República de Colombia.

## Premios y nominaciones
| 2014 | Premios TvyNovelas |                            |                                 |           |
| 2014 | Premios TvyNovelas | Mejor telenovela           | Rosy Ocampo                     | Nominada  |
| 2014 | Premios TvyNovelas | Telenovela multiplataforma | Rosy Ocampo                     | Nominada  |
| 2014 | Premios TvyNovelas | Mejor actriz protagónica   | Mayrin Villanueva               | Nominada  |
| 2014 | Premios TvyNovelas | Mejor actor protagónico    | David Zepeda                    | Nominado  |
| 2014 | Premios TvyNovelas | Mejor villana              | Altair Jarabo                   | Nominada  |
| 2014 | Premios TvyNovelas | Mejor villano              | Diego Olivera                   | Nominado  |
| 2014 | Premios TvyNovelas | Mejor primer actor         | Patricio Castillo               | Nominado  |
| 2014 | Premios TvyNovelas | Mejor actor juvenil        | Alejandro Speitzer              | Ganador   |
| 2014 | Premios TvyNovelas | Mejor actriz coestelar     | Cecilia Gabriela                | Nominada  |
| 2014 | Premios TvyNovelas | Mejor actor coestelar      | Felipe Najera                   | Ganador   |
| 2014 | Premios TvyNovelas | Mejor actriz de reparto    | Leticia Perdigón                | Nominada  |
| 2014 | Premios TvyNovelas | Mejor actor de reparto     | Juan Carlos Barreto             | Nominado  |
| 2014 | Premios TvyNovelas | Mejor guion o adaptación   | María Zarattini Claudia Velazco | Nominado  |
| 2014 | Premios TvyNovelas | Mejor dirección de escena  | Benjamin Cann y Rodrigo Zaunbos | Ganadores |

### TV Adicto Golden Awards
| Año  | Categoría                           | Nominados       | Resultado |
| ---- | ----------------------------------- | --------------- | --------- |
| 2013 | Mejor retorno de una primera actriz | Adriana Roel    | Ganadora  |
| 2013 | Mejores libretos                    | María Zarattini | Ganadora  |
| 2013 | Mejores locaciones                  | Rosy Ocampo     | Ganadora  |